# 天佑门

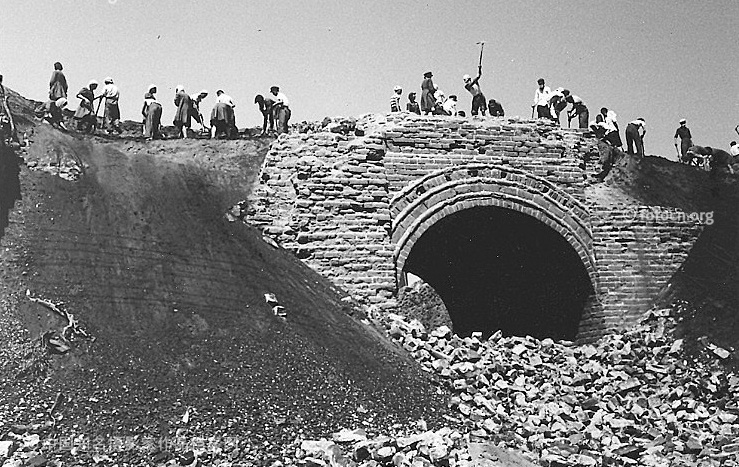
天佑门

天佑门，又称小南门，位于辽宁省沈阳市，是沈阳城门中靠沈阳内城南偏西的一座。

## 历史
1625年，后金大汗努尔哈赤从辽阳迁都沈阳。1631年皇太极扩建沈阳中卫，并更名盛京。改建后的盛京城有敌楼八座，角楼四座，并将原有的四座城门改为八座城门。其中天佑门为南偏西的一座。
1950年代，为了修环城路，沈阳市人民政府拆掉了300多年历史的天佑门。